# Epes
Epes és una població dels Estats Units a l'estat d'Alabama. Segons el cens del 2000 tenia 206 habitants.

## Demografia
Segons el cens del 2000, Epes tenia 206 habitants, 80 habitatges, i 46 famílies. La densitat de població era de 41,4 habitants/km².
Dels 80 habitatges en un 30% hi vivien nens de menys de 18 anys, en un 37,5% hi vivien parelles casades, en un 15% dones solteres, i en un 42,5% no eren unitats familiars. En el 38,8% dels habitatges hi vivien persones soles l'11,3% de les quals corresponia a persones de 65 anys o més que vivien soles. El nombre mitjà de persones vivint en cada habitatge era de 2,58 i el nombre mitjà de persones que vivien en cada família era de 3,65.
Per edats la població es repartia de la següent manera: un 31,1% tenia menys de 18 anys, un 4,4% entre 18 i 24, un 26,2% entre 25 i 44, un 24,8% de 45 a 60 i un 13,6% 65 anys o més.
L'edat mediana era de 38 anys. Per cada 100 dones hi havia 104 homes. Per cada 100 dones de 18 o més anys hi havia 102,9 homes.
La renda mediana per habitatge era de 25.625 $ i la renda mediana per família de 38.125 $. Els homes tenien una renda mediana de 25.833 $ mentre que les dones 14.583 $. La renda per capita de la població era de 10.404 $. Aproximadament el 22,2% de les famílies i el 25% de la població estaven per davall del llindar de pobresa.

## Poblacions més properes
El següent diagrama mostra les poblacions més properes.